# فیث اوانس
فیث اوانس (انگلیسی: Faith Evans؛ زادهٔ ۱۰ ژوئن ۱۹۷۳) یک موسیقی‌دان اهل ایالات متحده آمریکا است. وی از سال ۱۹۹۳ میلادی تاکنون مشغول فعالیت بوده‌است.